# Aiho
Aiho là một thị xã điều tra dân số (census town) trong quận Maldah thuộc bang Tây Bengal của Ấn Độ.

## Cơ cấu dân số
Theo cuộc điều tra dân số của Ấn Độ năm 2001, Aiho có 5407 nhân khẩu, trong đó tỷ lệ nam nữ là 50:50. So với cả nước, tỷ lệ người biết đọc của Aiho cao hơn (61% so với 59,5%), trong đó có 54% nam giới và 46% nữ giới. 13% số dân của Aiho dưới 6 tuổi.